# Walter Liebenthal
Walter Liebenthal

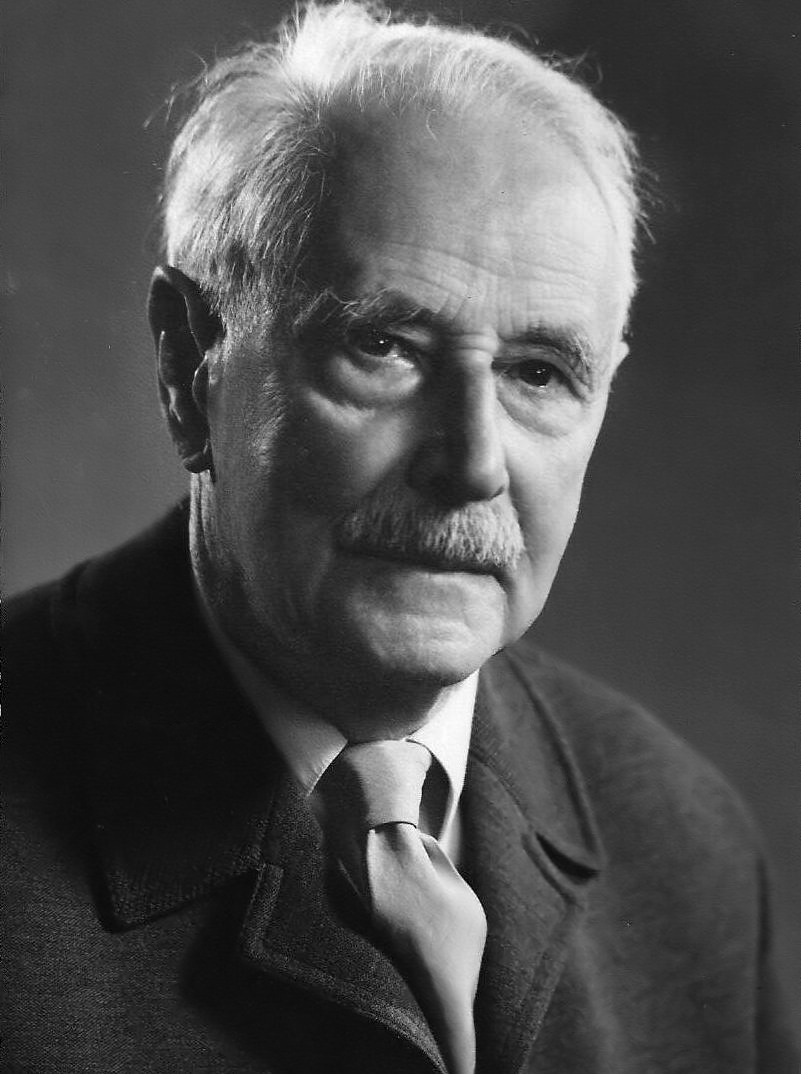
Walter Liebenthal, 1968

(* 12. Juni 1886 in Königsberg, Ostpreußen; † 15. November 1982 in Tübingen), war ein deutscher Philosoph und Sinologe, der sich auf chinesischen Buddhismus spezialisiert hatte. Er übersetzte zahlreiche philosophische Werke aus dem Pali, Sanskrit und insbesondere aus dem Chinesischen ins Deutsche. Im Zuge seiner umfangreichen Forschungsarbeiten auf dem Gebiet des indischen Buddhismus und der chinesischen Religionen kam er zu der Schlussfolgerung, dass die chinesischen buddhistischen Schulen von ihrer Entstehung an bis zum Chan-Buddhismus keine chinesische Version des indischen Buddhismus darstellten, sondern sich vielmehr aus dem Daoismus, einer chinesischen Religion, entwickelt hatten. Indische Elemente sind zwar vorhanden, die wesentlichen Elemente entsprechen jedoch chinesischen Vorstellungen.

## Leben
Liebenthal wurde als Sohn des Rechtsanwalts Robert Liebenthal (1854–1942) und seiner Ehefrau Margarethe (1859–1929, geb. Becken) geboren. 1899 zog die Familie nach Berlin, hier besuchte Liebenthal gemeinsam mit seinen Brüdern Robert (1884–1961), Ernst (1887–1971) und Frank (1889–?) das Askanische Gymnasium und legte Ostern 1904 das Abitur ab.
1914 heiratete er Charlotte Oenike (1892–1958), mit der er vier Kinder hatte: Frank, Ludwig, Johanna und Walter. Seine berufliche Laufbahn war überaus wechselhaft. Er begann ursprünglich mit einem Jus-Studium, folgte dann aber seinen künstlerischen Neigungen und wurde 1907 Bildhauer. Zu Beginn des Ersten Weltkrieges meldete er sich 1914 freiwillig zur Preußischen Landwehr, wurde zweimal verwundet und in Frankreich gefangen genommen. 1918 bis 1920 verbrachte er in französischer Kriegsgefangenschaft.
1920 kehrte er nach Berlin zurück und unternahm in der Weimarer Republik unterschiedliche Versuche, seinen Lebensunterhalt zu bestreiten und seine Familie zu ernähren. Gemeinsam mit Freunden eröffnete er ein Kino, betrieb eine Schokoladefabrik und Erdbeerplantage und versuchte sich schließlich als Hersteller von Filmdekorationen, aber keine dieser Unternehmungen erwies sich als profitabel genug. Seine Frau betrieb im Wohnhaus der Familie erfolgreich eine Werkstatt, in der sie Kinderkleider bestickte, und von deren Ertrag sie ihren Lebensunterhalt bestreiten konnten.
Während dieser Zeit lernte Walter Liebenthal Paul Dahlke, den Gründer des ersten buddhistischen Klosters auf deutschem Boden in Berlin-Frohnau, kennen und begann sich ernsthaft für den Buddhismus zu interessieren. Er begann Pali, Sanskrit, Tibetisch und Chinesisch zu studieren. Im Jahre 1928 nahm er ein Indologie-Studium auf und studierte in der Folge an den Universitäten Berlin, Marburg, Heidelberg, Halle und Breslau. Unter seinen Lehrern und Mentoren waren Johannes Nobel, Max Walleser (1874–1954) und Otto Strauss. 1933 promovierte er an der Universität Breslau zum Dr. phil mit einer Dissertation über Satkärya in der Darstellung seiner buddhistischen Gegner. Aufgrund der nationalsozialistischen Diskriminierungsgesetze – sein Vater war Jude – gelang es ihm jedoch nicht, nach der Promotion eine Anstellung an einer deutschen Universität zu bekommen.
1934 erhielt er eine Berufung als Forschungsassistent an das Sino-Indische Institut der Yanjing-Universität im chinesischen Peking. In den folgenden zwei Jahren erstellte er einen chinesisch Sanskrit-Index zum Kasyapa-parivarta, der während der japanischen Besetzung Pekings im Jahre 1937 verloren ging. 1937 wechselte er als Professor für Sanskrit und Deutsch an die Beida (Nationale Universität in Peking) und folgte ihr während der kommenden Kriegszeit nach Changsha und Kunming. 1946 kehrte er nach Peking zurück und publizierte The Book of Chao, das seinen Ruf als Sinologe festigte.
1952 verließ er Peking und ging an die von dem indischen Schriftsteller Rabindranath Tagore gegründete Visva-Bharati University in Shantiniketan in Indien. Anfänglich war er als Forschungsbeauftragter tätig, ab 1959 als emeritierter Professor und Leiter des Institutes für Sino-Indische Studien. Zu seinem 70. Geburtstag gab die Universität von Santiniketan eine Festschrift mit Beiträgen „von Kollegen von Liebenthal aus allen Teilen der Welt“ heraus, „die dem Aufruf, seine Arbeit zu würdigen, mit großer Begeisterung nachkamen.“
1958 starb seine Frau Charlotte und er beschloss, Indien zu verlassen. Er ging nach Europa zurück und hielt Vorträge und Vorlesungen, war Gastprofessor an der Hebräischen Universität in Israel (1959) und lehrte von 1960 bis 1961 auf Empfehlung seines Freundes Paul Demiéville an der Sorbonne, Frankreich. Im Alter von 77 Jahren ließ er sich schließlich in Tübingen (Deutschland) nieder, wo er im Auftrag der Direktoren des Seminars für Indologie und des Seminars für ostasiatische Philologie der Universität Tübingen Übungen über sein Spezialgebiet abhielt.
1965 wurde er auf Empfehlung vom Germanisten Klaus Ziegler, Dekan der Philosophischen Fakultät und des Senats der Universität Tübingen zum Honorarprofessor für das Fachgebiet „Chinesischer Buddhismus“ der Universität Tübingen ernannt. Er gab Vorlesungen und arbeitete weiter an seinem „opus magnum“, On World Interpretations bis zu seinem Tode im Jahre 1982.
„Die langjährige und tief greifende Beschäftigung mit den religiösen und philosophischen Lehren Indiens und Chinas führte ihn schließlich über sein Spezialgebiet hinaus zu vergleichenden Studien über die grundlegende Thematik und das Gedankengerüst, die eine Kultur bestimmen. In seiner Publikation On World Interpretations (Shantiniketan 1956) hatte er seine diesbezüglichen Gedanken niedergelegt und plädierte damit gleichzeitig für eine gegenseitige Völkerverständigung.“

## Werk
Liebenthal übersetzte zahlreiche philosophische Werke aus dem Pali, Sanskrit und insbesondere aus dem Chinesischen ins Deutsche. Mehrere Schriften erschienen im Monumenta Serica. Journal of Oriental Studies, im Monumenta Nipponica und dem Harvard Journal of Asiatic Studies.

## Publikationen (Auswahl)
- „Satkarya in der Darstellung seiner buddhistischen Gegner“. 8 vo. 151 ff. Kohlhammer, Stuttgart-Berlin 1934
- „Sutra t+o the Lord of Healing“ (Bhaishajya-grun Vaiduryaprabha Tathagata), 32 ff. herausgeg. von Chou Su-Chia und übersetzt von Walter Liebenthal. Buddhist Scripture Series No. 1, Society of Chinese Buddhists, Peiping 1936
- „The Book of Chao“. Monumenta Serica, Series XIII 8 vo. 195 ff. Peking 1948
- „Tao-sheng and His Time“. Monumenta Nipponica, XI, XII, 34 ff, Tokyo 1955/6, Monograph No. 17
- „The World Conception of Chu Tao Sheng“. Monumenta Nipponica, 8 vo. Nbrs.1 & 2, Tokyo 1956
- „On World Interpretations“. 8vo. 88 ff. Santiniketan 1956. (erschien in Fortsetzungen im Visvabharati Quarterly XX. 1, 3 & 4; XXI. 1 & 4 zwischen 1954/6)
- „Chao Lun: The Treatises of Seng-Chao“, 2. revidierte Auflage, 152 S., Hong Kong University Press, erwerbbar bei der Oxford University Press, ISBN 0-19-643104-2
- „Das Wu-men kuan: Zutritt nur durch die Wand / Wu-men Hui-k'ai“. 142 ff. Heidelberg: Lambert Schneider, 1977